# Délégation interministérielle à l'aménagement du territoire et à l'attractivité régionale
« Datar » redirige ici. Pour les autres significations, voir Datar (homonymie).
Pour les articles homonymes, voir Délégation interministérielle.
La DATAR est une administration française aujourd'hui disparue. L'acronyme Datar signifiait initialement Délégation interministérielle à l'aménagement du territoire et à l'action régionale.
En 2009, devenue la Délégation interministérielle à l'aménagement du territoire et à l'attractivité régionale (DATAR), elle reprend l'acronyme d'origine de l'ancienne administration française chargée, de 1963 à 2014, de préparer les orientations et de mettre en œuvre la politique nationale d'aménagement et de développement du territoire. Elle participait en particulier à la mise en application des décisions arrêtées par le comité interministériel d'aménagement et de développement du territoire (CIADT).
Créée le 14 février 1963, la DATAR porte le nom de Délégation interministérielle à l'aménagement et à la compétitivité des territoires (DIACT) de 2005 à 2009. Son siège était situé dans le 8e arrondissement de Paris.
Service du Premier ministre, elle est mise à disposition de six ministres, et en particulier du ministre de l'Agriculture, notamment à partir de 2010. La DATAR est remplacée en 2014 par le Commissariat général à l'Égalité des territoires (CGET), qui reprend les missions de la DATAR, du Secrétariat général du comité interministériel des villes (SGCIV) et de l’Agence nationale pour la cohésion sociale et l'égalité des chances.

## Description
À partir des années 1940 et surtout après la parution du livre de Jean-François Gravier, Paris et le désert français (1947), se développe en France l'idée d'un nécessaire « aménagement du territoire », celui-ci devant être planifié et se donner pour tâche de rééquilibrer le poids de Paris, jugé d'une taille excessive, au profit de la province,. L'essai inspirera au général de Gaulle l'aménagement du territoire à la française et deviendra la référence de la décentralisation.
Charles de Gaulle et Georges Pompidou signent le décret no 63-112 du 14 février 1963 instituant la Délégation à l'aménagement du territoire et à l'action régionale et fixant le rôle de son délégué, Olivier Guichard occupant en premier ce poste : « Cette délégation sera un organisme de coordination et d’impulsion. Son rôle sera, à partir des objectifs généraux définis par le plan, de préparer et de coordonner les éléments nécessaires aux décisions gouvernementales en matière d’aménagement du territoire et d’action régionale et de veiller à ce que les administrations techniques ajustent leurs actions respectives dans ce domaine, et fassent converger les moyens dont elles disposent vers les objectifs qui globalement, dépassent l'action et la responsabilité de chacune d'elles : tâche intermédiaire, qui requiert de façon constante la possibilité de recourir à l'arbitrage et à l'autorité du Premier ministre. »

## Histoire

### Pilier de l'aménagement du territoire
Le Premier ministre a une action importante en matière d'aménagement du territoire depuis la création du Comité interministériel d'aménagement du territoire (CIAT), créé en 1960. En 1963, la création de la DATAR en fait un acteur majeur de la politique d'aménagement du territoire. Ce rôle est éminemment renforcé en 1964 et 1966 par des décrets indiquant que « les préfets des régions mettent en œuvre la politique du gouvernement concernant l'aménagement de leur circonscription et reçoivent leurs directives du Premier ministre. » Le lien entre la politique d'aménagement du territoire et le Premier ministre confère indirectement un fort pouvoir aux ministères concernés. 
Peu après, la DATAR réussit, dans le cadre du Plan Calcul, à installer deux usines d'électronique à Toulouse, en étroit lien avec la communauté enseignante menée par Etienne-Jean Cassignol, qui prend la direction de l'usine Motorola. Ses cadres sont envoyés en stage de six mois à l'usine de Phoenix, en Arizona, avant de pouvoir former les premières ouvrières au montage des puces à Toulouse.
En 1965, Motorola cherche justement à investir en Europe. Son usine de Toulouse, proposée début janvier 1966, devait créer en mars 500 emplois nouveaux, mais Motorola ne se décide qu'un an après : le maire Louis Bazerque donne son feu vert le 18 mars 1967 pour 1500 emplois sous un an, puis 5000 vers 1970 - aux trois-quarts des femmes. La CII suit car la délégation à l'aménagement du territoire (Datar) veut inciter les firmes françaises du plan calcul à effectuer la moitié de leurs investissements à Toulouse[réf. nécessaire].

Ce rôle du Premier ministre en la matière sera réduit en 1967 à la suite de la création du poste de délégué auprès du Premier ministre, chargé du plan et de l'aménagement du territoire. En 1972, la création d'un ministère de l'aménagement du territoire, logement et tourisme distend une nouvelle fois le lien entre le Premier ministre et la politique d'aménagement du territoire. La DATAR sera marquée à son origine par la personnalité et l'engagement de Jérôme Monod qui en sera délégué adjoint de 1966 à 1968 puis délégué de 1968 à 1975. Sa vision de la transformation de la France au travers notamment l'action DATAR a été présentée au travers l'ouvrage "Transformation d'un pays. Pour une géographie de la liberté".

### De la DATAR à la DIACT

Ancien logotype de la DATAR (?-2005).

Ancien logotype de la DIACT (2005-2009)

Créée en 1963, la Délégation à l'aménagement du territoire et à l'action régionale (DATAR) avait un rôle de réflexion, d’impulsion et d’animation des politiques de l’État français en matière d’aménagement du territoire. Elle est remplacée par la Délégation interministérielle à l'aménagement et à la compétitivité des territoires (DIACT), créée par un décret du 31 décembre 2005. Cette dernière a un champ d'action plus large que celui de la DATAR. En effet, cette évolution traduit la volonté du gouvernement de promouvoir l'attractivité et la compétitivité du territoire national tout en poursuivant une politique de solidarité envers les zones fragiles ou excentrées.
C’est une administration de mission à vocation interministérielle qui « prépare les orientations et met en œuvre la politique nationale d’aménagement et de développement du territoire » et qui « accompagne les mutations économiques en privilégiant une approche offensive de la compétitivité ». Elle accompagne en effet les reconversions industrielles en incorporant la Mission Interministérielle sur les Mutations Économiques (MIME). La DIACT participe activement à la mise en application des décisions arrêtées par comité interministériel d’aménagement et de compétitivité des territoires (CIACT). 
La DIACT a donc un triple impératif de compétitivité et de cohésion qui est :
- Aider les acteurs à développer leurs atouts et leurs complémentarités, améliorer leur organisation collective et renforcer leurs stratégies de développement économique et d’innovation ;
- Mettre en œuvre une politique active de cohésion au profit des territoires qui souffrent de handicaps ou qui se trouvent confrontés à des situations de crises économiques et industrielles ;
- Développer les partenariats et les synergies avec tous les acteurs de l’aménagement du territoire : collectivités territoriales, entreprises, associations… en utilisant la voie contractuelle et par l’incitation.

### Retour avec un nouvel intitulé et remplacement
Michel Mercier, ministre de l'Espace rural et de l'Aménagement du territoire, annonce le 7 octobre 2009 un retour à l'ancienne dénomination, la DIACT va ainsi redevenir la DATAR. Dans son discours du 20 octobre 2009, présentant son projet de réforme des collectivités territoriales, le président de la République Nicolas Sarkozy annonce son intention de redonner à la DIACT son appellation d'origine (DATAR)[source insuffisante]. La transformation est devenue effective le 14 décembre 2009, par décret du Premier ministre français. En reprenant son sigle d’origine, la DATAR adopte toutefois un nouvel intitulé : Délégation interministérielle à l’aménagement du territoire et à l’attractivité régionale. Elle conserve les missions qui lui avaient été attribuées en tant que DIACT et se voit confier une mission de réflexion prospective et stratégique sur les métropoles.
En septembre 2012, Cécile Duflot annonce vouloir créer en février 2013 un Commissariat général à l'Égalité des territoires (CGET) à la place de la DATAR,,. Ce dernier verra le jour le 31 mars 2014 avec la fusion de la DATAR, du Comité interministériel des villes (CIV) et de l'Agence nationale pour la cohésion sociale et l'égalité des chances (Acsé), lui-même fondu en 2020 dans l'Agence nationale de la cohésion des territoires.

## Missions
- Secrétariat du comité interministériel d'aménagement et de développement du territoire (CIADT)
- Secrétariat général de la Commission interministérielle d'aide à la localisation des activités (CIALA)
- Secrétariat de conseil national de la montagne (CNM)
- Secrétariat du conseil national du littoral (CNL)
- Animation de l'Observatoire des territoires

## Délégués
- 14 février 1963 : Olivier Guichard
- 24 octobre 1968 : Jérôme Monod
- 12 septembre 1975 : François Essig
- 27 avril 1978 : André Chadeau
- 27 octobre 1981 : Bernard Attali
- 6 septembre 1984 : Jacques Sallois
- 6 mai 1987 : Jean-François Carrez
- 4 octobre 1989 : Jean-Pierre Duport
- 2 septembre 1993 : Pierre-Henri Paillet
- 15 novembre 1995 : Raymond-Max Aubert
- 23 juillet 1997 : Jean-Louis Guigou
- 24 juillet 2002 : Nicolas Jacquet
- 6 décembre 2004 : Pierre Mirabaud
- 28 avril 2008 : Pierre Dartout
- 8 décembre 2010 : Emmanuel Berthier[15]
- 25 juillet 2013 : Éric Delzant[16]